# Lijst van rijksmonumenten aan de Noordermarkt
Een overzicht van de 21 rijksmonumenten aan de Noordermarkt in Amsterdam.
| Object                                                                           | Oorspronkelijke functie? | Bouwjaar                        | Architect                  | Locatie          | Coördinaten?                  | Nr.? | Afbeelding        |
| -------------------------------------------------------------------------------- | ------------------------ | ------------------------------- | -------------------------- | ---------------- | ----------------------------- | ---- | ----------------- |
| Huisje met gepleisterde puntgevel waarin 4 lelieankers                           | Gebouw                   | 17e eeuw                        |                            | Noordermarkt 1   | 52° 22' 49" NB, 4° 53' 16" OL | 3903 | Meer afbeeldingen |
| Pand met hoge klokgevel                                                          | Gebouw                   | derde kwart 18e eeuw            |                            | Noordermarkt 4   | 52° 22' 49" NB, 4° 53' 15" OL | 3904 | Meer afbeeldingen |
| Pand met klokgevel                                                               | Gebouw                   | derde kwart 18e eeuw            |                            | Noordermarkt 5   | 52° 22' 49" NB, 4° 53' 15" OL | 3905 | Meer afbeeldingen |
| Pand met zware klokgevel                                                         | Gebouw                   | 1747                            |                            | Noordermarkt 9   | 52° 22' 48" NB, 4° 53' 14" OL | 3906 | Meer afbeeldingen |
| Pand met halsgevel                                                               | Gebouw                   | eerste kwart 18e eeuw           |                            | Noordermarkt 11A | 52° 22' 48" NB, 4° 53' 14" OL | 3907 | Meer afbeeldingen |
| Pand met halsgevel                                                               | Gebouw                   | 1701                            |                            | Noordermarkt 15  | 52° 22' 48" NB, 4° 53' 13" OL | 3908 | Meer afbeeldingen |
| Pand met rijk versierde halsgevel met gevelsteen                                 | Gebouw                   | 1726                            |                            | Noordermarkt 16  | 52° 22' 48" NB, 4° 53' 13" OL | 3909 | Meer afbeeldingen |
| Pand met klokgevel                                                               | Gebouw                   | 1765                            |                            | Noordermarkt 17  | 52° 22' 48" NB, 4° 53' 13" OL | 3910 | Meer afbeeldingen |
| Pand met halsgevel                                                               | Gebouw                   | 1718                            |                            | Noordermarkt 18  | 52° 22' 48" NB, 4° 53' 12" OL | 3911 | Meer afbeeldingen |
| Pand met halsgevel                                                               | Gebouw                   | 1736                            |                            | Noordermarkt 19  | 52° 22' 48" NB, 4° 53' 12" OL | 3912 | Meer afbeeldingen |
| Pand met halsgevel met oeils-de-boeuf                                            | Gebouw                   | eerste kwart 18e eeuw           |                            | Noordermarkt 20  | 52° 22' 48" NB, 4° 53' 12" OL | 3913 | Meer afbeeldingen |
| Pand met halsgevel met oeils-de-boeuf en gevelsteen                              | Woonhuis                 | derde of laatste kwart 17e eeuw |                            | Noordermarkt 21  | 52° 22' 48" NB, 4° 53' 11" OL | 3914 | Meer afbeeldingen |
| Huis, vanwege zandstenen onderdelen van de gevelhals en het oeil-de-boeuf        | Gebouw                   | midden 17e eeuw                 |                            | Noordermarkt 22  | 52° 22' 48" NB, 4° 53' 11" OL | 3915 | Meer afbeeldingen |
| Pand met klokgevel met houten pui                                                | Woonhuis                 | tegen 1750                      |                            | Noordermarkt 25  | 52° 22' 48" NB, 4° 53' 11" OL | 3916 | Meer afbeeldingen |
| Hoekhuis met klokgevel onder rollagen                                            | Gebouw                   | derde kwart 19e eeuw            |                            | Noordermarkt 27  | 52° 22' 48" NB, 4° 53' 10" OL | 3917 | Meer afbeeldingen |
| Pand met klokgevel met pui                                                       | Gebouw                   | derde kwart 18e eeuw            |                            | Noordermarkt 29A | 52° 22' 47" NB, 4° 53' 10" OL | 3918 | Meer afbeeldingen |
| Huis met rollagentop                                                             | Woonhuis                 | 17e/18e/19e eeuw                |                            | Noordermarkt 30  | 52° 22' 47" NB, 4° 53' 10" OL | 3919 | Meer afbeeldingen |
| Hoekhuis met klokgevel                                                           | Gebouw                   | 18e/19e eeuw                    |                            | Noordermarkt 34  | 52° 22' 46" NB, 4° 53' 10" OL | 3920 | Meer afbeeldingen |
| Huis, vanwege de twee jaartalstenen in de zandstenen onderdelen van de gevelhals | Gebouw                   | 1727                            |                            | Noordermarkt 40  | 52° 22' 45" NB, 4° 53' 10" OL | 3921 | Meer afbeeldingen |
| Hoekhuis met gevel onder rollagentop                                             | Gebouw                   | 17e/18e/19e eeuw                |                            | Noordermarkt 43  | 52° 22' 45" NB, 4° 53' 10" OL | 3922 | Meer afbeeldingen |
| Noorderkerk                                                                      | Kerk en kerkonderdeel    | 1620-1623                       | mogelijk Hendrik de Keyser | Noordermarkt 44  | 52° 22' 46" NB, 4° 53' 11" OL | 3923 | Meer afbeeldingen |